# Barone Carrickfergus

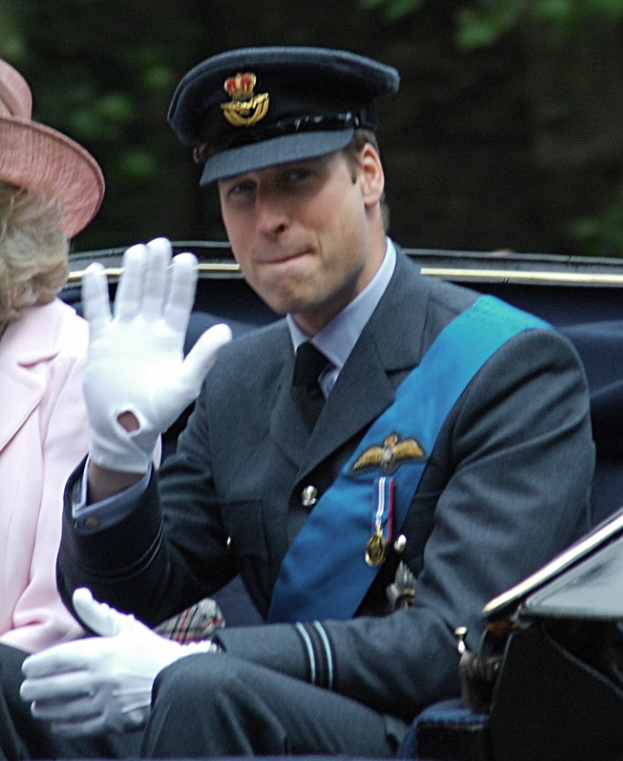
Il Principe William, Barone Carrickfergus, nel 2016.

Barone Carrickfergus è un titolo di parìa nel Regno Unito. Il titolo proviene dalla baronìa di Carrickfergus, situata nell'Irlanda del Nord. L'attuale detentore del titolo, a partire dalla sua nuova creazione avvenuta il 29 aprile 2011, è il principe William, principe del Galles, a cui è stato conferito tale titolo come dono personale da parte della regina Elisabetta II il giorno del suo matrimonio con Kate Middleton. Nello stesso giorno, gli è stato conferito anche il titolo di Duca di Cambridge e quello di Conte di Strathearn, pertanto la moglie è divenuta Sua Altezza Reale la Duchessa di Cambridge, a seguito del matrimonio. Oltre a questo, Catherine avrà anche i titoli sussidiari di Contessa di Strathearn e Baronessa Carrickfergus. Secondo la tradizione, quando un membro maschile della Famiglia reale britannica si sposa, gli viene assegnato almeno un titolo di parìa.

## Storia del titolo e della città
Il titolo era precedentemente esistito tra il 1841 e il 1883. George Chichester, III marchese di Donegall, fu creato dalla regina Vittoria barone Ennishowen e Carrickfergus; Ennishowen si trova nella contea di Donegal, e Carrickfergus nella contea di Antrim. Quando egli morì nel 1883, le baronìe di Carrickfergus e Ennishowen andarono estinte; il titolo di Marchese di Donegall fu ereditato dal fratello, Edward Chichester, 4º Marchese di Donegall.
Carrickfergus è la città più antica della contea di Antrim. Il suo nome significa "Roccia di Fergus" e corrisponde ad un antico insediamento, più antico della capitale dell'Irlanda del Nord, Belfast. La città è famosa per il Castello di Carrickfergus, sulla costa settentrionale del Belfast Lough, che fu costruito intorno al 1180 da John de Courcy.